# 세인트존스세례요한성공회교회

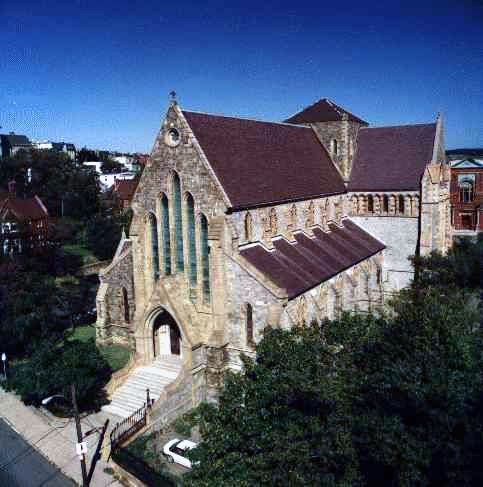

세인트존스세례요한성공회교회(Anglican Cathedral of St John the Baptist of St. John's)는 캐나다 뉴펀들랜드 래브라도주 세인트존스시에 있다.
동부 뉴펀들랜드 및 래브라도 교구의 성공회 본당은 세인트 존스의 성공회 마을 사람들이 초안을 작성하여 런던의 주교인 헨리 콤튼에게 보낸 청원서에 대한 응답으로 1699년에 설립되었다. 이 청원서에서 사람들은 또한 1696년 피에르 르모인 디베르빌(Pierre Le Moyne d'Iberville)의 지휘 아래 프랑스인에 의해 도시의 나머지 부분과 함께 파괴된 그들의 교회 재건에 도움을 요청했다.
수세기 동안 적어도 6개의 목조 교회가 이 사이트 또는 근처에 서 있었다. 각각은 프랑스와 영국 간의 다양한 전쟁 중에 군사 작전으로 파괴되었다. 영국은 마침내 북미 동부를 장악했다.